# Limonoidy

Strukturní vzorec limonoidu limoninu

Limonoidy jsou organické sloučeniny patřící mezi triterpenoidy, vyskytující se v citrusech a různých dalších tykvovitých, routovitých, a zederachovitých rostlinách.
Některé limonoidy, například azadirachtin, působí jako látky odpuzující býložravce.
Hlavní část struktury limonoidů tvoří furanolaktonové skupiny; typická struktura obsahuje čtyři šestičlenné kruhy a furanový kruh. Limonoidy patří do skupiny sloučenin nazývaných tetranortriterpenoidy.